# Bongpyeong-myeon
Bongpyeong-myeon (koreanska: 봉평면, 蓬坪面) är en socken i den norra delen av Sydkorea, 120 km öster om huvudstaden Seoul. Den ligger i kommunen Pyeongchang-gun i provinsen Gangwon. I Bongpyeong-myeon ligger vintersportorten Bokwang Phoenix Park som var en arena i olympiska vinterspelen 2018. 